# Campionat d'Itàlia de motocròs
El Campionat d'Itàlia de motocròs (en italià: Campionato Italiano Motocross), regulat per la federació italiana de motociclisme (FMI, Federazione Motociclistica Italiana), és la màxima competició de motocròs que es disputa a Itàlia, essent un dels campionats vigents arreu del món d'aquesta disciplina més antics.
Per bé que inicialment els campions italians no destacaven especialment en competicions internacionals, d'ençà de la dècada de 1990 la situació començà a fer un tomb important fins a capgirar-se totalment, de tal manera que hom pot afirmar que el campionat italià és actualment un dels de referència internacional i molts dels seus guanyadors són alhora campions del món, com és ara el cas d'Alessio Chiodi o David Philippaerts, sense oblidar el sicilià Antonio Cairoli, un dels pilots més reeixits de la història del motocròs.
El campionat italià ha anat variant de categories al llarg dels anys, fins a arribar a la fórmula actual de dues categories principals, MX1 i MX2.

## Llista de guanyadors
Font:

### Primera etapa (1950-2006)
| Any  | 500 cc             | 500 cc      |
| Any  | Campió             | Motocicleta |
| ---- | ------------------ | ----------- |
| 1950 | Luigi Albertazzi   | Triumph     |
| 1951 | Giulio Galbiati    | BSA         |
| 1952 | Alfredo Milani     | Matchless   |
| 1953 | Domenico Fenocchio | Gilera      |
| 1954 | Domenico Fenocchio | Gilera      |
| 1955 | Domenico Fenocchio | Gilera      |

| Any  | 500 cc             | 500 cc      | 250 cc             | 250 cc      |
| Any  | Campió             | Motocicleta | Campió             | Motocicleta |
| ---- | ------------------ | ----------- | ------------------ | ----------- |
| 1956 | Vincenzo Soletti   | Gilera      | Emilio Ostorero    | Mondial     |
| 1957 | Emilio Ostorero    | Mondial     | Emilio Ostorero    | Mondial     |
| 1958 | Emilio Ostorero    | Mi-Val      | Lanfranco Angelini | Bianchi     |
| 1959 | Emilio Ostorero    | Mi-Val      | Vincenzo Soletti   | Bianchi     |
| 1960 | Lanfranco Angelini | Aermacchi   | Emilio Ostorero    | Bianchi     |
| 1961 | Lanfranco Angelini | Aermacchi   | Lanfranco Angelini | Aermacchi   |
| 1962 | Emilio Ostorero    | Husqvarna   | Lanfranco Angelini | Aermacchi   |
| 1963 | Emilio Ostorero    | Husqvarna   | Lanfranco Angelini | Aermacchi   |
| 1964 | Emilio Ostorero    | Husqvarna   | Emilio Ostorero    | Husqvarna   |
| 1965 | Emilio Ostorero    | Husqvarna   | Emilio Ostorero    | Husqvarna   |
| 1966 | Emilio Ostorero    | BSA         | Emilio Ostorero    | Husqvarna   |
| 1967 | Canzio Tosi        | ČZ          | Lanfranco Angelini | ČZ          |
| 1968 | Canzio Tosi        | CZ          | Canzio Tosi        | CZ          |
| 1969 | Canzio Tosi        | CZ          | Canzio Tosi        | CZ          |
| 1970 | Emilio Ostorero    | Husqvarna   | Emilio Ostorero    | Bultaco     |
| 1971 | Giuseppe Cavallero | Husqvarna   | Giuseppe Cavallero | Husqvarna   |
| 1972 | Paolo Piron        | CZ          | Paolo Piron        | CZ          |
| 1973 | Paolo Piron        | Husqvarna   | Ivan Alborghetti   | Maico       |
| 1974 | Alberto Angiolini  | Maico       | Afro Rustignoli    | CZ          |
| 1975 | Paolo Piron        | CZ          | Alessandro Gritti  | KTM         |

| Any  | 500 cc                             | 500 cc            | 250 cc            | 250 cc      | 125 cc           | 125 cc      |
| Any  | Campió                             | Motocicleta       | Campió            | Motocicleta | Campió           | Motocicleta |
| ---- | ---------------------------------- | ----------------- | ----------------- | ----------- | ---------------- | ----------- |
| 1976 | Italo Forni                        | Laverda-Husqvarna | Ivano Bessone     | Beta        | Paolo Piron      | Beta        |
| 1977 | Alberto Angiolini                  | Maico             | Ivan Alborghetti  | Aprilia     | Ivan Alborghetti | Aprilia     |
| 1978 | Franco Picco                       | Moto Villa        | Franco Perfini    | Montesa     | Franco Perfini   | Simonini    |
| 1979 | Guglielmo Andreini                 | SWM               | Alessandro Gritti | KTM         | Dario Nani       | Gilera      |
| 1980 | Corrado Maddii                     | Aprilia           | Ivan Alborghetti  | KTM         | Franco Perfini   | Gilera      |
| 1981 | Maurizio Dolce                     | Maico             | Corrado Maddii    | Aprilia     | Franco Perfini   | Cagiva      |
| 1982 | Maurizio Dolce                     | Maico             | Corrado Maddii    | Gilera      | Corrado Maddii   | Gilera      |
| 1983 | Michele Magarotto                  | Kawasaki          | Corrado Maddii    | Gilera      | Corrado Maddii   | Gilera      |
| 1984 | Michele Magarotto i Maurizio Dolce | Kawasaki Honda    | Maurizio Dolce    | Honda       | Michele Rinaldi  | Suzuki      |
| 1985 | Michele Rinaldi                    | Suzuki            | Michele Rinaldi   | Suzuki      | Corrado Maddii   | Cagiva      |
| 1986 | Georges Jobé                       | Kawasaki          | Michele Rinaldi   | Suzuki      | Massimo Contini  | Cagiva      |
| 1987 | Billy Liles                        | Kawasaki          | Adriano Ferrarini | Kawasaki    | Corrado Maddii   | Honda       |
| 1988 | Trampas Parker                     | KTM               | Giuseppe Andreani | Honda       | Trampas Parker   | KTM         |
| 1989 | Franco Rossi                       | KTM               | Trampas Parker    | KTM         | Alessandro Puzar | Suzuki      |
| 1990 | Franco Rossi                       | KTM               | Michele Fanton    | Suzuki      | Andrea Bartolini | Honda       |
| 1991 | Trampas Parker                     | Honda             | Trampas Parker    | Honda       | Trampas Parker   | Honda       |

| Any  | Open                 | Open        | 125 cc               | 125 cc      |
| Any  | Campió               | Motocicleta | Campió               | Motocicleta |
| ---- | -------------------- | ----------- | -------------------- | ----------- |
| 1992 | Andrea Bartolini     | Honda       | Franco Rossi         | KTM         |
| 1993 | Bader Manneh         | Honda       | Tallon Vohland       | Suzuki      |
| 1994 | Tallon Vohland       | Honda       | Alessio Chiodi       | Honda       |
| 1995 | Andrea Bartolini     | Yamaha      | Massimo Bartolini    | TM          |
| 1996 | Andrea Bartolini     | Yamaha      | Alessio Chiodi       | Yamaha      |
| 1997 | Andrea Bartolini     | Yamaha      | Claudio Federici     | Husqvarna   |
| 1998 | Alessandro Belometti | Yamaha      | Alessio Chiodi       | Husqvarna   |
| 1999 | Andrea Bartolini     | Yamaha      | Alessio Chiodi       | Husqvarna   |
| 2000 | Claudio Federici     | Yamaha      | Christian Stevanini  | Husqvarna   |
| 2001 | Claudio Federici     | Yamaha      | Alessandro Belometti | Yamaha      |
| 2002 | Alessio Chiodi       | Yamaha      | Christian Stevanini  | Husqvarna   |
| 2003 | Fabrizio Dini        | Honda       | Alessio Chiodi       | Yamaha      |
| 2004 | ?                    | ?           | Claudio Federici     | Yamaha      |
| 2005 | Daniele Bricca       | Honda       | ?                    | ?           |
| 2006 | Alex Salvini         | Suzuki      | Alessio Chiodi       | Yamaha      |

### Segona etapa (2007-Actualitat)
A 15 de desembre de 2024
| Any  | MX1                | MX1         | MX2               | MX2          |
| Any  | Campió             | Motocicleta | Campió            | Motocicleta  |
| ---- | ------------------ | ----------- | ----------------- | ------------ |
| 2007 | Giorgio Antoniazzi | Kawasaki    | Giuseppe Di Palma | Yamaha       |
| 2008 | Roberto Pegoraro   | Honda       | Alessandro Battig | Honda        |
| 2009 | Felice Compagnone  | Honda       | Matteo Aperio     | Honda        |
| 2010 | Felice Compagnone  | Honda       | Andrea Cervellin  | Husqvarna    |
| 2011 | Christian Beggi    | TM          | Matteo Aperio     | Honda        |
| 2012 | Felice Compagnone  | Honda       | Alessandro Battig | Yamaha       |
| 2013 | Matteo Bonini      | Kawasaki    | Andrea Cervellin  | Suzuki       |
| 2014 | Christian Beggi    | Honda       | Michele Cervellin | Honda        |
| 2015 | Alessandro Lupino  | Honda       | Ivo Monticelli    | KTM          |
| 2016 | Alessandro Lupino  | Honda       | Michele Cervellin | Honda        |
| 2017 | Alessandro Lupino  | Honda       | Michele Cervellin | Honda        |
| 2018 | Alessandro Lupino  | Kawasaki    | Michele Cervellin | Honda/Yamaha |
| 2019 | Samuele Bernardini | Yamaha      | Mattia Guadagnini | Husqvarna    |
| 2020 | Nicholas Lapucci   | KTM         | Mattia Guadagnini | Husqvarna    |
| 2021 | Alessandro Lupino  | KTM         | Nicholas Lapucci  | Fantic       |
| 2022 | Alberto Forato     | Gas Gas     | Jan Pancar        | KTM          |
| 2023 | Alberto Forato     | KTM         | Cas Valk          | Fantic       |
| 2024 | Alessandro Lupino  | Ducati      | Valerio Lata      | Gas Gas      |

## Estadístiques

### Campions amb més de 3 títols
A 15 de desembre de 2024
| Títols | Pilot              | Desglòs                         |
| ------ | ------------------ | ------------------------------- |
| 16     | Emilio Ostorero    | 9 x 500cc, 7 x 250cc            |
| 8      | Corrado Maddii     | 1 x 500cc, 3 x 250cc, 4 x 125cc |
| 7      | Lanfranco Angelini | 2 x 500cc, 5 x 250cc            |
| 7      | Alessio Chiodi     | 1 x Open, 6 x 125cc             |
| 6      | Trampas Parker     | 2 x 500cc, 2 x 250cc, 2 x 125cc |
| 6      | Andrea Bartolini   | 5 x Open, 1 x 125cc             |
| 6      | Alessandro Lupino  | 6 x MX1                         |
| 5      | Paolo Piron        | 3 x 500cc, 1 x 250cc, 1 x 125cc |
| 5      | Canzio Tosi        | 3 x 500cc, 2 x 250cc            |
| 4      | Michele Rinaldi    | 1 x 500cc, 2 x 250cc, 1 x 125cc |
| 4      | Michele Cervellin  | 4 x MX2                         |
| 4      | Maurizio Dolce     | 3 x 500cc, 1 x 250cc            |
| 4      | Ivan Alborghetti   | 3 x 250cc, 1 x 125cc            |
| 4      | Franco Perfini     | 1 x 250cc, 3 x 125cc            |
| 4      | Claudio Federici   | 2 x Open, 2 x 125cc             |

## Campionat Internacional d'Itàlia
A banda del campionat estatal, a Itàlia s'hi celebra també un campionat reservat a pilots de talla internacional, el Campionato Internazionali d'Italia.

### Primera etapa (1987-1996)
| Any  | Campió           | Motocicleta |
| ---- | ---------------- | ----------- |
| 1987 | Pekka Vehkonen   | Cagiva      |
| 1988 | Eric Geboers     | Honda       |
| 1989 | Alessandro Puzar | Suzuki      |
| 1990 | Alessandro Puzar | Suzuki      |
| 1991 | Alessandro Puzar | Suzuki      |
| 1992 | Bob Moore        | Yamaha      |
| 1993 | Stefan Everts    | Suzuki      |
| 1994 | Alessio Chiodi   | Honda       |
| 1995 | Alessandro Puzar | Honda       |
| 1996 | Pit Beirer       | Honda       |

### Segona etapa (2006-2010)
| Any  | MX1                | MX1         | MX2                 | MX2         |
| Any  | Campió             | Motocicleta | Campió              | Motocicleta |
| ---- | ------------------ | ----------- | ------------------- | ----------- |
| 2006 | Claudio Federici   | Kawasaki    | Antonio Cairoli     | Yamaha      |
| 2007 | David Philippaerts | Yamaha      | Antonio Cairoli     | Yamaha      |
| 2008 | Antonio Cairoli    | Yamaha      | Manuel Monni        | Yamaha      |
| 2009 | Tanel Leok         | Yamaha      | Manuel Monni        | Yamaha      |
| 2010 | Davide Guarneri    | Honda       | Christophe Charlier | Yamaha      |

### Tercera etapa (2011-Actualitat)
A 15 de desembre de 2024
| Any  | MX1             | MX1         | MX2                 | MX2         | 125 Junior         | 125 Junior  |
| Any  | Campió          | Motocicleta | Campió              | Motocicleta | Campió             | Motocicleta |
| ---- | --------------- | ----------- | ------------------- | ----------- | ------------------ | ----------- |
| 2011 | Steven Frossard | Yamaha      | Gautier Paulin      | Yamaha      | -                  | -           |
| 2012 | Antonio Cairoli | KTM         | Alessandro Lupino   | Husqvarna   | Tim Gajser         | KTM         |
| 2013 | Antonio Cairoli | KTM         | Christophe Charlier | Yamaha      | Riccardo Righi     | KTM         |
| 2014 | J. van Horebeek | Yamaha      | Christophe Charlier | Yamaha      | Lorenzo Ravera     | TM          |
| 2015 | Antonio Cairoli | KTM         | Tim Gajser          | Honda       | Ivan Petrov        | KTM         |
| 2016 | J. van Horebeek | Yamaha      | Michele Cervellin   | Honda       | Stephen Rubini     | KTM         |
| 2017 | Antonio Cairoli | KTM         | Jorge Prado         | KTM         | Gianluca Facchetti | Husqvarna   |
| 2018 | Antonio Cairoli | KTM         | Michele Cervellin   | Honda       | Mattia Guadagnini  | Husqvarna   |
| 2019 | Antonio Cairoli | KTM         | Jorge Prado         | KTM         | Florian Miot       | Yamaha      |
| 2020 | Tim Gajser      | Honda       | Maxime Renaux       | Yamaha      | Pietro Razzini     | Husqvarna   |
| 2021 | Romain Febvre   | Kawasaki    | Nicholas Lapucci    | Fantic      | Hakon Osterhagen   | Fantic      |
| 2022 | Tim Gajser      | Honda       | Cornelius Tondel    | Fantic      | Cas Valk           | Fantic      |
| 2023 | Jeremy Seewer   | Yamaha      | Thibault Benistant  | Yamaha      | Elías Escandell    | Fantic      |
| 2024 | Tim Gajser      | Honda       | Simon Langenfelder  | Gas Gas     | Gyan Doensen       | KTM         |

Notes
1. ↑  El Campió Elite va ser Steven Frossard (Yamaha)
2. ↑  El Campió Elite va ser Antonio Cairoli (KTM)
3. ↑  El Campió Elite va ser Evgeny Bobryshev (Honda)